# Naglfar
Naglfar – szwedzki zespół muzyczny wykonujący melodic black metal, założony w 1992 roku. Nazwa zespołu wywodzi się z mitologii nordyckiej, według której Nagelfar to upiorny statek zbudowany z paznokci zmarłych. Teksty utworów oscylują wokół satanizmu, diabła i ciemności. Zespół jest obecnie związany z wytwórnią Century Media Records i ma na swoim koncie pięć albumów studyjnych, trzy dema i dwa minialbumy.

## Historia
Zespół Naglfar powstał w 1992 roku pod nazwą Uninterred, z inicjatywy wokalisty i gitarzysty Jensa Rydéna i basisty Kristoffera Oliviusa. Niedługo po założeniu grupy do muzyków dołączył, znany z Nocturnal Rites - perkusista Ulf Andersson, oraz gitarzyści: Morgan Hansson i Fredrik Degerström. W trakcie komponowania i nagrywania pierwszego dema - zespół opuścił Fredrik Degerström, a zaraz za nim Ulf Andersson. Stellae Trajectio powstawało w rodzimym mieście zespołu Umeå, w Garageland Studio. Wydawnictwo ukazało się 14 września 1994 roku.
Na początku 1995 roku zespół podpisał kontrakt z wytwórnią Wrong Again Records, która jeszcze tego samego roku wydała debiutancki album zespołu. Płyta Vittra ukazała się 27 maja 1995 roku i zawierała 9 utworów, w tym 3 pochodzące z pierwszego dema grupy. W tworzeniu albumu wziął udział nowy perkusista grupy Mattias Holmgren, który odszedł po jego wydaniu. 
28 lipca 1998 roku ukazał się drugi album zespołu, noszący tytuł Diabolical. W jego tworzeniu muzyków wsparł nowy perkusista Mattias Grahn. Po kolejnych zmianach personalnych w zespole i europejskiej trasie koncertowej u boku Deicide zespół nagrał minialbum Ex Inferis, który 19 sierpnia 2002 ukazał się nakładem Century Media Records.
24 marca 2004 został wydany czwarty album zespołu zatytułowany Sheol. Wydawnictwo ukazało się nakładem Century Media Records. Tuż po wydaniu płyty zespół opuścił jego założyciel Jens Rydén. Utworzył on własny projekt Profundi, a dwa lata później dołączył do Thyrfing.
20 czerwca 2005 roku został wydany czwarty album studyjny grupy, noszący tytuł Pariah. Kilka miesięcy po jego wydaniu, na przełomie lutego i marca 2006, grupa odbyła trasę koncertową z Dark Funeral i Endstille. W grudniu 2006 roku zespół zakończył nagrywanie albumu Harvest, który ukazał się 23 lutego 2007 roku nakładem Century Media Records. Jednocześnie muzycy ogłosili iż sesyjny basista Peter Morgan Lie dołączył na stałe do Naglfar.
W grudniu 2011 roku pojawiła się informacja, iż zespół ponownie wszedł do studia, celem nagrania kolejnego, szóstego już albumu studyjnego. Téras ukaże się nakładem Century Media Records na przełomie wiosny i lata 2012 roku.

## Muzycy
| Obecny skład zespołu - Kristoffer "Wrath" Olivius – gitara basowa (1992-2005), śpiew (od 2005) - Andreas Nilsson – gitara (od 1993) - Marcus "Vargher" Norman – gitara (od 2000) - Dirk Verbeuren – perkusja (od 2011) | Byli członkowie zespołu - Ulf Andersson – perkusja (1992-1994) - Jens Rydén – gitara (1992-1993), śpiew (1992-2005) - Fredrik Degerström – gitara (1993-1994) - Morgan Hansson – gitara (1993-2000) - Peter Morgan Lie – perkusja (1995-1997), gitara basowa (2005-2011) - Mattias Holmgren – perkusja (1995) - Mattias Grahn – perkusja (1997-2011) |

## Dyskografia
| Albumy studyjne - Vittra (1995, Wrong Again Records) - Diabolical (1998, War Music) - Sheol (2003, Century Media Records) - Pariah (2005, Century Media Records) - Harvest (2007, Century Media Records) - Téras (2012, Century Media Records) | Dema - Stellae Trajectio (1994, wydanie własne) - We Are Naglfar - Fuck you! (1995, wydanie własne) - Maiden Slaughter (1996, wydanie własne) Minialbumy - When Autumn Storms Come (1998, War Music) - Ex Inferis (2002, Century Media Records) |